# ام عمرو
ام عمرو نام یک زن در دوران جاهلیت و بعثت بود که به شغل قابلگی مشغول بود. وی قابله ام رومان زن ابوبکر بود و پیش از زاده شدن عایشه، معتقد بود که تنها راه دریدن شکم مادر است تا دست کم، کودک زنده زاده شود. ابوبکر پیشنهاد وی را نپذیرفت. سرانجام عایشه بدون آسیب به مادر توسط ام‌عمرو زاده می‌شود. ام‌رومان حضور خدیجه (همسر پیامبر اسلام) و قدم وی به منزل خود را باعث موفقیت زایمان بیان کرده است.